# Lourdes Alonso Belza
Lourdes Alonso Belza (Tolosa, Guipúscoa, 29 de gener de 1955 - 2003) fou una advocada i política valenciana, diputada a les Corts Valencianes en la IV Legislatura.
Es llicencià en dret per la Universitat de Granada, on també es va diplomar en dret comunitari. Al País Basc va formar part dels serveis jurídics de la UGT. En 1981 es va instal·lar a València, on fou vocal de la comissió executiva nacional del PSPV-PSOE. També va estar membre de l'Associació de Juristes Democràtics i del Forum Internacional de Dones del Mediterrani.
Ciprià Císcar la va nomenar directora general de l'Institut de la Dona. Fou escollida diputada a les eleccions a les Corts Valencianes de 1995. Fou vocal de la Comissió de la Dona i de la de Política Social i Ocupació.